# Chimie bioorganique
La chimie bioorganique est une discipline scientifique en pleine expansion qui combine la chimie organique et la biochimie. C'est cette branche des sciences de la vie qui s'occupe de l'étude des processus biologiques à l'aide de méthodes chimiques. Les fonctions des protéines et des enzymes sont des exemples de ces processus.
Parfois, la biochimie est utilisée de manière interchangeable avec la chimie bioorganique ; la distinction étant que la chimie bioorganique est une chimie organique qui se concentre sur les aspects biologiques. Tandis que la biochimie vise à comprendre les processus biologiques à l'aide de la chimie, la chimie bioorganique tente d'étendre les recherches en chimie organique (c'est-à-dire les structures, la synthèse et la cinétique) vers la biologie. Lors de l'étude des métalloenzymes et des cofacteurs, la chimie bioorganique recoupe la chimie bioinorganique.

## Sous-disciplines
La « chimie organique biophysique » est un terme utilisé pour tenter de décrire les détails intimes de la reconnaissance moléculaire par la chimie bioorganique.
La chimie des produits naturels est le processus qui consiste à identifier les composés présents dans la nature afin de déterminer leurs propriétés. Les découvertes de composés conduisent souvent à des utilisations médicales, au développement d'herbicides et d'insecticides.